# 古迭蘇古納
古迭蘇古納（法語：Goudié Sougouna），是馬里的城鎮，位於該國南部，由錫卡索區的庫蒂亞拉省負責管轄，處於庫佳拉東南面57公里，面積267平方公里，2009年人口8,303，人口密度每平方公里31人。